# Deismus

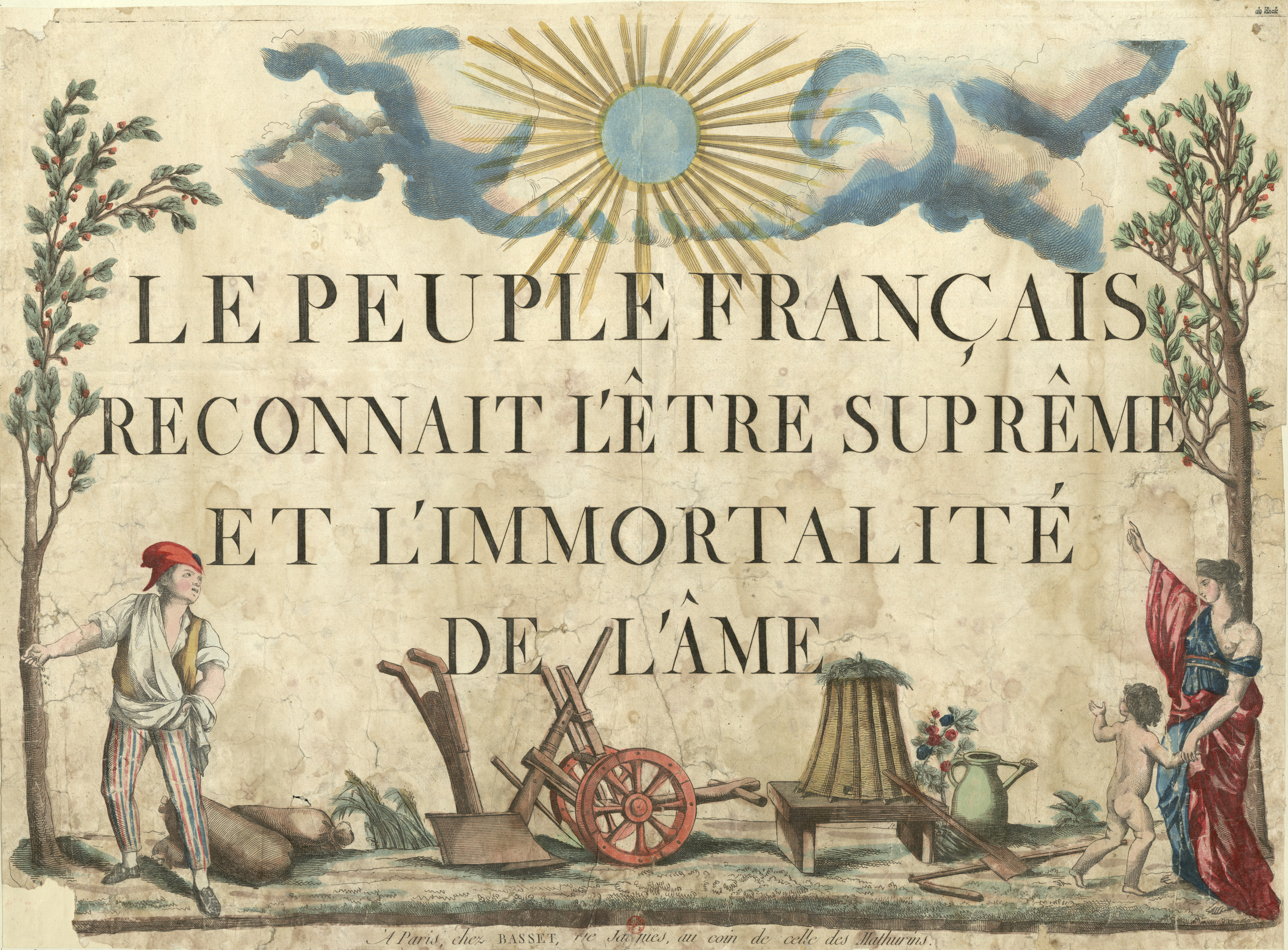
Kult Nejvyšší bytosti ve Francii byl charakteristickým případem deismu

Deismus (z latinského deus – Bůh) je souhrnné označení pro různé náboženské a světové názory, které vznikly racionalistickou kritikou křesťanství v 17. století v Anglii a v 18. století vyústily do francouzského a německého osvícenství. Angličtí deisté většinou uznávali hlavní metafyzické principy křesťanství (například že je jeden Bůh, který stvořil svět, že člověk má rozum, vlastní svědomí a tedy potřebuje svobodu), ale kritizovali a odmítali všechno, co v něm přesahuje lidské chápání: Boží zjevení, proroctví, zázraky, autoritu církve, někteří i představu posmrtného života. Svět je sice dílo Boží, člověk si v něm ale vystačí sám svým rozumem a nepotřebuje žádné nadpřirozené zásahy do jeho zákonitého běhu. Deismus i osvícenství se více spoléhají na individuální lidské možnosti a schopnosti pokroku, prosazují lidskou samostatnost, individuální svobodu a náboženskou toleranci. Podobné názory se ovšem vyskytovaly už ve starověku (Platón, Epikúros, Plútarchos, Cicero), v buddhismu nebo v raném islámu (Averroes) a od 19. století v Evropě převládají. Německý sociolog Max Weber mluvil o procesu „odkouzlení světa“.

## Původ
Slovo „deismus“ v tomto smyslu poprvé použil kalvínský teolog Pierre Viret roku 1564 jako pejorativní označení svých protivníků, kteří odmítali Boží zjevení a Ježíše Krista. Deistické názory vznikly s rozpadem středověkého světa, s oslabením veřejného vlivu náboženství v renesanci, s objevem antické literatury a filosofie, se zvýšeným zájmem o poznávání světa, se zámořskými objevy i zápasem zejména vzdělaných vrstev o větší svobodu. Už mezi vzdělanci 16. století se rozšířily jako reakce na občanské a náboženské války, vyvolané reformací, a z naléhavé potřeby náboženské tolerance. Erasmus Rotterdamský, Thomas More, Michel de Montaigne, Jean Bodin nebo Hugo Grotius, ti všichni se snažili o rozumové umírnění náboženských sporů.

## Historie

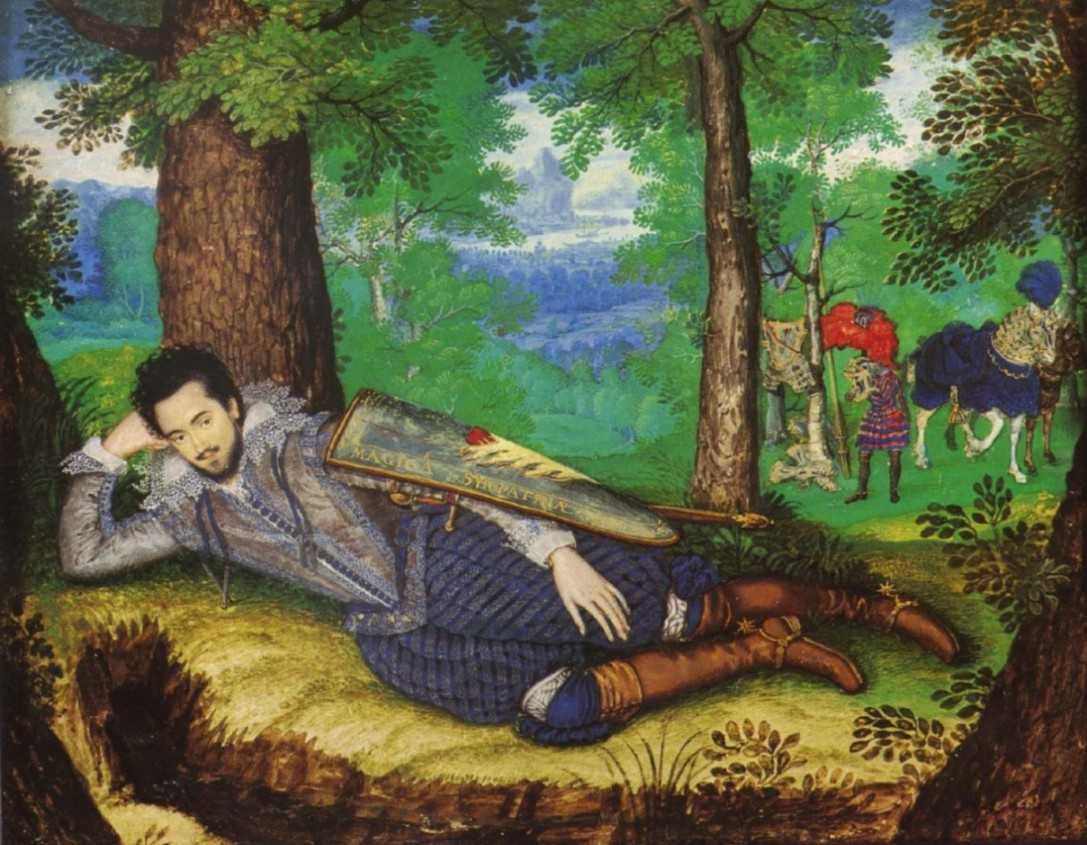
Isaac Oliver: Edward Herbert, 1. baron z Cherbury. Kolem 1610.

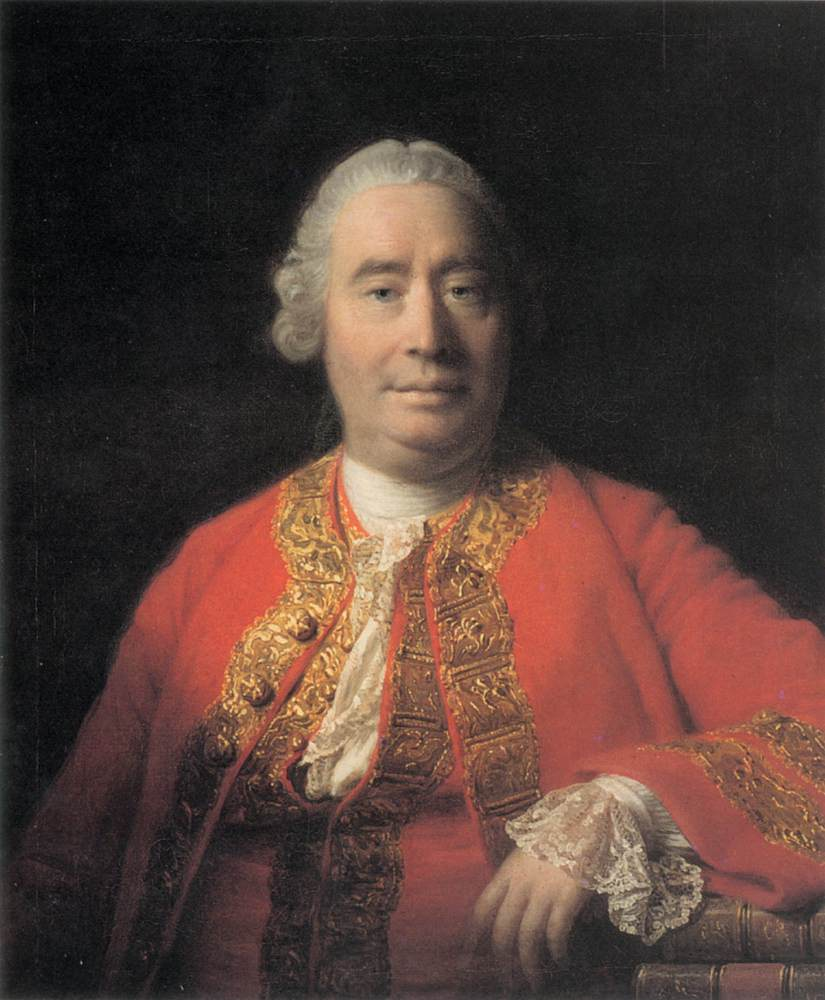
David Hume

Deisté zastávali názor, že náboženství, jaké lidská společnost nutně potřebuje, lze založit na rozumovém náhledu, který je všem lidem stejně vrozený, sami se nazývali „svobodnými mysliteli“ (freethinkers) a opírali se o přirozenou teologii a přirozené právo. Jakožto racionalistické a individualistické hnutí nebyl deismus dlouho příliš populární a oslovoval především vzdělance.
Britský deismus začíná dílem Herberta z Cherbury (1581–1648), zastánce přirozeného, rozumově založeného křesťanství a „vrozených idejí“, s nimiž si člověk i společnost mohou vystačit. Jeho latinská kniha „O pravdě“ vyšla poprvé v Paříži roku 1624. Thomas Hobbes (1588–1679) a Baruch Spinoza (1632–1677) k tomu přidali kritiku Bible. V Německu tento myšlenkový proud zastávali Adam Weishaupt a Hermann Samuel Reimarus.
Již roku 1690 ale vydal John Locke „Esej o lidském rozumu“, kde právě myšlenku vrozených idejí ostře kritizoval a odmítl. Oporou deistického myšlení tak postupně přestal být rozum a božský zákon a na jejich místo nastoupila přímá a zejména smyslová zkušenost (empirismus).
V 18. století se mezi deisty objevují radikální skeptici (David Hume) a materialisté, kteří pak převládli ve francouzském osvícenství (Voltaire, Jean-Jacques Rousseau, Pierre Bayle, encyklopedisté). Také myšlenka dějinného (automatického) pokroku byla anglickému deismu ještě cizí. Zato měl deismus velký politický význam a byl od počátku spojen se zápasem o občanské svobody a práva. Kritika náboženství a církve, zpočátku zaměřená hlavně na římský katolicismus a papeže, se od poloviny 17. století obrátila i proti Bibli a vyvolala v Británii mnoho polemik. Deisté byli většinou zastánci republikánského zřízení a měli rozhodující vliv na formulaci myšlenky lidských práv i na vznik politického liberalismu.
Od poloviny 18. století zažil deismus v méně racionalistické podobě novou vlnu oživení v Severní Americe. Podstatně ovlivnil nejen vznik Spojených států a jejich ústavu, ale celý duchovní život v USA až do konce 19. století (Thomas Jefferson, James Madison, Henry Wadsworth Longfellow, Ralph Waldo Emerson, Walt Whitman a další).
Unitářské hnutí se odvozuje z amerického deismu, stejně jako "Světová unie deistů" (WUD) a deistické myšlenky lze najít ve vyjádřeních mnoha spisovatelů, umělců i vědců – například Alberta Einsteina.

## Typické pojmy
Deistické myšlení a literaturu v širším smyslu charakterizují některé pojmy, jimiž nahrazovali tradiční pojem Boha:
- Nejvyšší bytost
- Prozřetelnost
- Božský hodinář
- Architekt vesmíru
- Bůh přírody
- Otec světel

## Významné postavy deismu
Trvalejší význam mají v dějinách deismu následující zastánci a představitelé, případně jejich uvedená díla:
- Herbert z Cherbury (1581–1648), „O pravdě“ 1624
- Thomas Hobbes (1588–1679), „Leviathan“ 1651
- John Locke (1632–1704), „Esej o lidském rozumu“ 1690
- Matthew Tindall (1657–1733), „Křesťanství staré jako Stvoření“ 1730
- John Toland (1670–1722), „Křesťanství bez tajemství“ 1696
- Anthony Ashley Cooper, Earl z Shaftesbury (1671–1713), „Zkoumání ohledně ctnosti či zásluhy“ 1699
- Lord Bolingbroke (1678–1751)
- David Hume (1711–1776), „Pojednání o lidské přirozenosti“ 1739–40; „Přirozené dějiny náboženství“ 1757
- Constantin François Volney (1757–1820), „Zříceniny aneb Úvahy o zvratech říší" 1791

### Americký deismus
- Benjamin Franklin (1706–1790)
- Thomas Paine (1736–1809), „Věk rozumu“ 1793–94
- Thomas Jefferson (1743–1826)
- James Madison (1751–1836)